# 哈拉尔·纳特维格
哈拉尔·纳特维格（挪威語：Harald Natvig，1872年6月10日—1947年8月1日），挪威男子射击运动员。他曾代表挪威参加1920年和1924年夏季奥林匹克运动会射击比赛，共获得三枚金牌、一枚银牌和一枚铜牌。